# Abrazja (geologia)

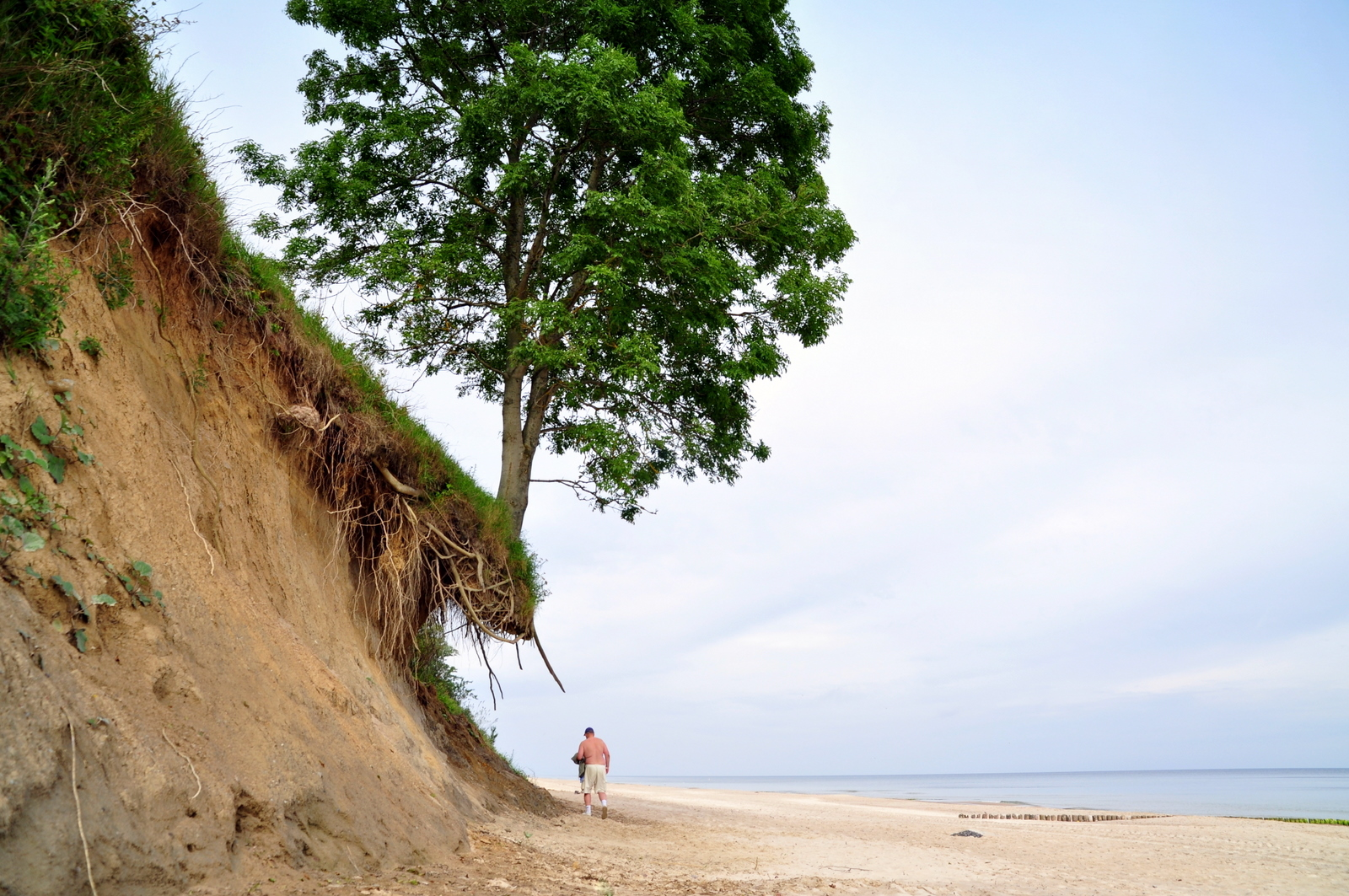
Wybrzeże Słowińskie nad Bałtykiem

Abrazja (łac. abrasio „zeskrobywanie”) – jeden z procesów erozyjnych polegający na ścieraniu podłoża skalnego przez luźny materiał skalny przemieszczany przez prądy rzeczne i morskie, falowanie wód, przypływy i odpływy morskie, lodowce i wiatry, także na wzajemnym ścieraniu materiału skalnego, wskutek czego ulega on rozdrobnieniu i obtoczeniu.
Abrazja zachodzi na stromych, skalnych brzegach dużych zbiorników wodnych, takich jak oceany, morza i duże jeziora. Pewne znaczenie ma również rozpuszczanie skał przez wodę. Efektem działania abrazji jest powstawanie klifu i platformy abrazyjnej, osiągającej zazwyczaj szerokość od kilku do kilkunastu metrów. Rzadziej – gdy poziom morza powoli się podnosi lub ląd się obniża – nawet do kilkudziesięciu metrów (np. wybrzeża Norwegii). Przykładem działania abrazji jest klif przy ruinach kościoła w Trzęsaczu na brzegu Morza Bałtyckiego.